# Aspidistra caespitosa
Aspidistra caespitosa là một loài thực vật có hoa trong họ Măng tây. Loài này được C.Pei mô tả khoa học đầu tiên năm 1939.